# لو دایموند فیلیپس
لو دایموند فیلیپس (انگلیسی: Lou Diamond Phillips؛ زاده ۱۷ فوریهٔ ۱۹۶۲) هنرپیشه و کارگردان اهل ایالات متحده آمریکا است. وی از سال ۱۹۸۴ میلادی تاکنون مشغول فعالیت بوده‌است.
از فیلم‌هایی که وی در آن نقش داشته‌است، می‌توان به شجاعت در زیر آتش، قصر ویران‌شده، ضربه بزرگ، شجاعت در زیر آتش، اسلحه‌های جوان، اسلحه‌های جوان ۲، برداشتن قطعات، یاغی‌ها، گرگینه‌ها و جنایت در هالیوود اشاره کرد. وی همچنین در فصل اول مجموعه ۲۴ بازی کرده‌است.